# دليل الناقد الأدبي (كتاب)
دليل الناقد الأدبي كتاب من أبرز كتب المصطلحات النقدية والأدبية، وهو من تأليف سعد البازعي وميجان الرويلي، وصدرت طبعته الأولى عام 1995م.

## أهمية الكتاب
يقول الدكتور جابر عصفور عن أهمية الكتاب: "يتسم الكتاب بالمعاصرة، ويقدم للقارىء العربي تعريفاً بمجموعة من أهم النظريات التي فرضت نفسها على النقد الأدبي في السنوات الأخيرة، بوصفها عناصر تأسيسية في المشهد النقدي الذي يربك المتابع بسبب كثرة تحولاته.واختار المؤلفان مجموعة من أهم المصطلحات التي يحتاج إليها القارئ العربي ليدخل أفق النقد العالمي المعاصر ويتعرف مفاتيحه الأساسية. والواقع أن مقارنة هذا الدليل بغيره من المعاجم الموسوعية المكتوبة باللغات الأجنبية تشهد للباحثين بأنهما اجتهدا في اختيار مجموعة المصطلحات النقدية المعاصرة التي توقفا عليها دون غيرها.
وتظهر معاصرة "دليل الناقد الأدبي " الذي قدمه ميجان الرويلي وسعد البازعي في محاولتهما اقتناص مجموعة مهمة من المفاهيم التي أخذت تفرض نفسها على النقد الأدبي أخيرا. وعلى رأس هذه المفاهيم، بالطبع، النزعة التاريخية الجديدة، ونظريات التفكيك، وتحليل الخطاب، وخطاب ما بعد الكولونيالية، وما بعد الحداثة، وموت المؤلف، ونظريات الاستقبال، والنقد الحواري، وغير ذلك من المفاهيم أو المصطلحات التي أضافت إلى البنيوية والحداثة والهرمنيوطيقا والنقد الجديد والنقد الفينومينولوجي النسائي والأسطوري والنفسي، مما يؤكد تسارع خطى إيقاع التغير في المشهد النقدي العالمي المعاصر".